# Veborg
Veborg (també Wigbiorg) va ser una donzella guerrera vikinga, també coneguda com a valquíria, que va liderar un exèrcit de tres-centes skjaldmö, lluitant al costat del rei Harald Hilditonn, amb Hed (o Hetha, filla del rei Harald, que seria reina de Sjælland) i Visna (Wisna) a la batalla de Brávellir. De les tres comandants, Veborg és la que ostenta major protagonisme segons els manuscrits Gesta Danorum i Sögubrot af nokkrum fornkonungum. Segons la llegenda, després de caure en combat Ubbe de Frisia, Veborg es va enfrontar i va matar a Söti i va aconseguir ferir a Starkad, propinant-li un cop que va fer caure el mentó i que li va provocar un profund enuig perquè havia de mossegar-se la barba per evitar tenir la boca oberta durant els enfrontaments. L'últim contrincant va ser Thorkel, a qui «infligí moltes ferides i va haver-hi un fort intercanvi verbal», però no va tenir tanta fortuna i finalment va morir al camp de batalla.